# Miconia andina
Miconia andina là một loài thực vật có hoa trong họ Mua. Loài này được (Naudin) Naudin mô tả khoa học đầu tiên năm 1851.